# 阿尔泰纳

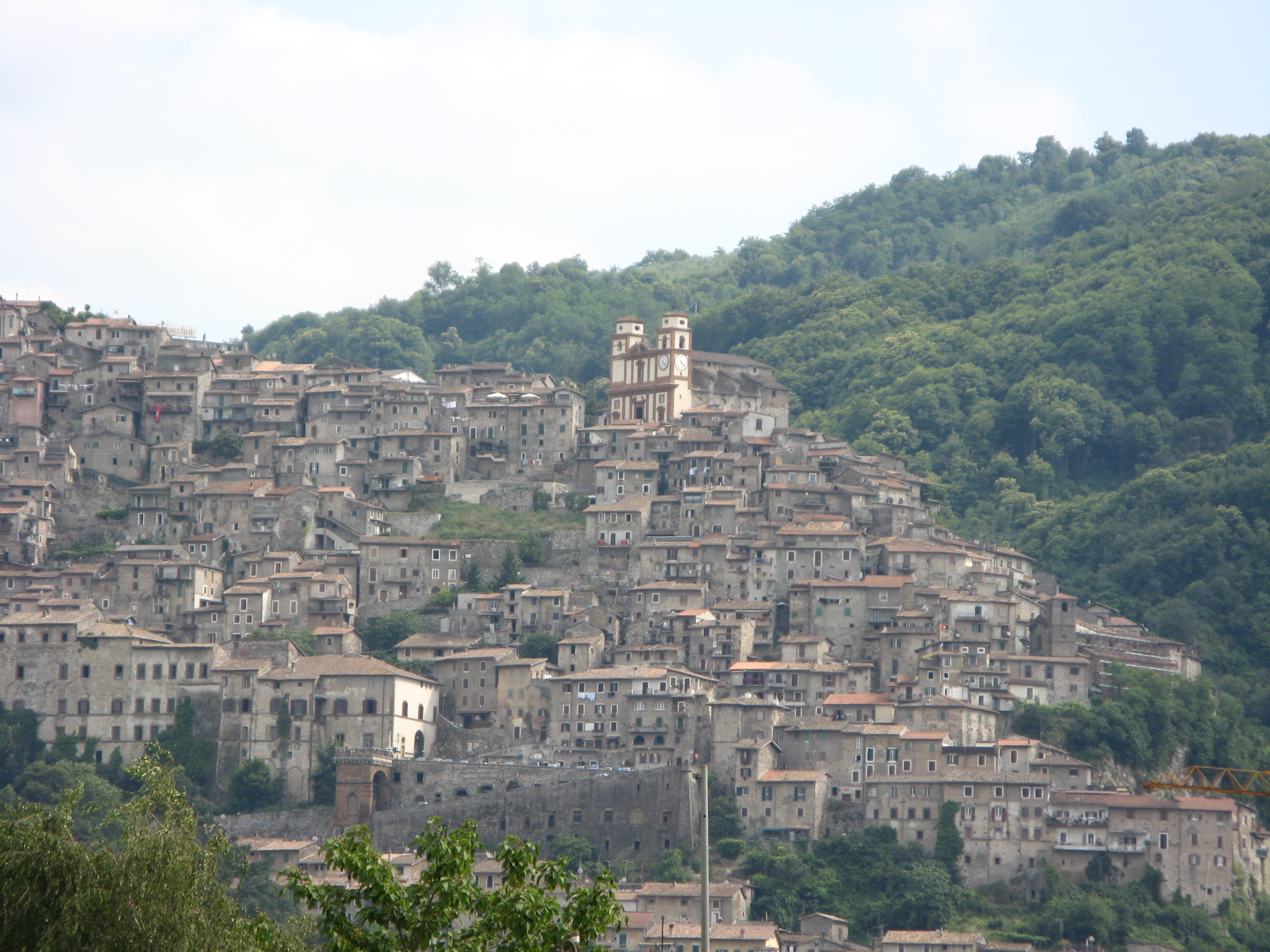
全景图

阿尔泰纳（義大利語：Artena）是意大利拉齐奥大区罗马首都广域市的一个市镇，面积54平方公里，人口13,056人（2007年）。